# 제54회 영국 아카데미 영화상
제54회 영국 아카데미 영화상은 2000년의 최고의 영화를 기리기 위해 2001년 2월 25일에 열린 시상식이다. 런던 레스터 스퀘어, Odeon 극장에서 개최되었다.

## 수상

### 작품상
- 글래디에이터 수상

### 데이빗 린 상
- 와호장룡 - 이안 수상

### 남우주연상
- 빌리 엘리어트 - 제이미 벨 수상

### 여우주연상
- 에린 브로코비치 - 줄리아 로버츠 수상

### 남우조연상
- 트래픽 - 베니시오 델 토로 수상

### 여우조연상
- 빌리 엘리어트 - 줄리 월터스 수상

### 각본상
- 올모스트 페이머스 - 카메론 크로우 수상

### 각색상
- 트래픽 수상

### 촬영상
- 글래디에이터 - 존 매디슨 수상

### 외국어영화상
- 와호장룡 수상

### 안소니 아스퀴스상
- 와호장룡 수상

## 같이 보기
- 제73회 아카데미상
- 제26회 세자르상
- 제53회 미국 감독 조합상
- 제14회 유럽 영화상
- 제58회 골든 글로브상
- 제21회 골든 래즈베리상
- 제7회 미국 배우 조합상
- 제53회 미국 작가 조합상